# Moustier-Ventadour
Moustier-Ventadour település Franciaországban, Corrèze megyében. Lakosainak száma 430 fő (2022. január 1.). Moustier-Ventadour Chapelle-Spinasse, Darnets, Égletons, Lamazière-Basse, Rosiers-d’Égletons és Saint-Hilaire-Foissac községekkel határos.

## Népesség
A település népességének változása:
| Lakosok száma | 355  | 302  | 383  | 438  | 489  | 477  | 451  | 445  | 442  | 430  |
|               | 1968 | 1982 | 1990 | 2006 | 2013 | 2015 | 2017 | 2019 | 2020 | 2022 |